# Hetaeria gautierensis
Hetaeria gautierensis är en orkidéart som beskrevs av Johannes Jacobus Smith. Hetaeria gautierensis ingår i släktet Hetaeria och familjen orkidéer. Inga underarter finns listade i Catalogue of Life.